# Alagísio
Alagísio (Alahis ou Alagis) (? — 689) foi um duque ariano de Trento e Bréscia antes de se tornar rei dos lombardos após sua rebelião bem sucedida em 688.
Sua primeira rebelião contra o rei Bertário falhou, mas o rei capturado, perdoou e libertou-o. Ele rebelou-se novamente em 688, após a morte de Bertário, contra o filho deste Cuniberto, logrando êxito. Cuniberto foi exilado em um castelo em uma ilha no meio do Lago de Como, mas seu governo foi pesado e tirânico, e assim ele perdeu o apoio do povo.  Em 689, Cuniberto, auxiliado pelos habitantes do Piemonte, enfrentou Alagísio, derrotando-o e matando-o em batalha.